# Theridion purcelli
Theridion purcelli är en spindelart som beskrevs av O. Pickard-Cambridge 1904. Theridion purcelli ingår i släktet Theridion och familjen klotspindlar. Inga underarter finns listade i Catalogue of Life.